# Mesoclemmys zuliae
Mesoclemmys zuliae is een schildpad uit de familie slangenhalsschildpadden (Chelidae).

## Naam en indeling
De wetenschappelijke naam van de soort werd voor het eerst voorgesteld door Peter Charles Howard Pritchard en Pedro Trebbau in 1984. Oorspronkelijk werd de wetenschappelijke naam Phrynops zuliae gebruikt. De soort behoorde lange tijd tot het geslacht Phrynops, waardoor de verouderde wetenschappelijke naam in de literatuur wordt gebruikt. Later werd de schildpad tot het niet meer erkende geslacht Batrachemys gerekend.
De soortaanduiding zuliae is afgeleid van de Venezolaanse deelstaat Zulia, de vindplaats van het holotype.

## Uiterlijke kenmerken
De schildpad bereikt een maximale rugschildlengte tot 28 centimeter, mannetjes blijven kleiner tot 21 cm. De kleur van het schild is donkergrijs tot zwart, een tekening ontbreekt. De vrouwtjes hebben een ovaal schild, bij de mannetjes is het schild breder aan de achterzijde. Een opstaande lengtekiel op het midden van het schild ontbreekt, vrouwtjes hebben vaak een lengtegroef. op het rugschild. Het buikschild heeft een gele kleur, met enkele donkerbruine vlekken die ook terugkomen aan de onderzijde van de marginaalschilden. De lob van het buikschild aan de voorzijde is breder dan die aan de achterzijde. De plastronformule van een mannetje is als volgt: fem > intergul > hum > abd > gul > an > pect. Vrouwtjes hebben een afwijkende formule; fem > intergul > abd > pect > hum > an = gul.
De voor- en achterpoten zijn grijs van kleur. De voorpoten dragen vijf klauwen, de achterpoten vier. De klauwen zijn kort en zijn voorzien van goed ontwikkelde zwemvliezen. De kop is relatief groot en breed, de breedte van de kop kan bijna een derde van de schildlengte bedragen. De snuitpunt is spits en steekt wat uit. De bovenzijde van de kop en nek hebben een donkere kleur, de onderzijde is lichter. De huid aan de bovenzijde van de kop is glad, die aan de nek is gerimpeld. Aan de onderzijde van de kop zijn twee baarddraden aanwezig.
Mannetjes zijn van vrouwtjes te onderscheiden door een langere en dikkere staart en een smallere kop.

## Verspreiding en habitat
Mesoclemmys zuliae komt voor in delen van Zuid-Amerika en leeft endemisch in Venezuela. Hier komt de schildpad voor rond het Meer van Maracaibo. De habitat bestaat uit vochtige gebieden met stilstaande wateren zoals moerassen, ook wel in beboste gebieden.

## Levenswijze
In vergelijking met verwante soorten wordt het land relatief vaak betreden, met name in begroeide gebieden. De schildpad wordt vaak aangetroffen door landarbeiders vanwege de gewoonte zich te begraven in de modder. De schildpad is waarschijnlijk geheel carnivoor, maar het exacte menu is niet precies gekend. In de ontlasting zijn waterinsecten aangetroffen zoals waterwantsen. Bij verstoring wordt een hevig stinkende afscheiding afgegeven uit de cloaca.
De vrouwtjes zetten zeven tot acht eieren af die een broze schaal hebben, de eieren zijn ongeveer 31 millimeter breed en 37 mm lang.

## Beschermingsstatus
Door de internationale natuurbeschermingsorganisatie IUCN is de beschermingsstatus 'kwetsbaar' toegewezen (Vulnerable of VU). Mesoclemmys zuliae wordt weinig bejaagd om het vlees of voor de handel in exotische dieren.